# تريفور سبنسر
تريفور سبنسر (بالإنجليزية: Trevor Spencer)‏ هو موسيقي ومنتج أسطوانات وكاتب أغاني أسترالي، ولد في 1947.

## وصلات خارجية
- تريفور سبنسر على موقع IMDb (الإنجليزية)
- تريفور سبنسر على موقع ميوزك برينز (الإنجليزية)
- تريفور سبنسر على موقع أول ميوزيك (الإنجليزية)
- تريفور سبنسر على موقع ديسكوغز (الإنجليزية)
- تريفور سبنسر على موقع ديسكوغز (الإنجليزية)